# Rusty Wailes
Richard Donald Wailes, detto Rusty (Edmonds, 21 marzo 1936 – Seattle, 11 ottobre 2002), è stato un canottiere statunitense.

## Palmarès

### Olimpiadi
- 2 medaglie:
  - 2 ori (Melbourne 1956 nell'otto; Roma 1960 nel quattro senza)